# كاريزوسا (سيوداد ريال)
بلدية كاريزوسا (بالإسبانية: Carrizosa)‏، هي إحدى بلديات مقاطعة سيوداد ريال إحدى مقاطعات إسبانيا، والتي تقع في منطقة قشتالة لا منتشا وسط إسبانيا.
يبلغ عدد سكانها 1.509 نسمة وفقاً لإحصائية سنة (2007).